# CNN

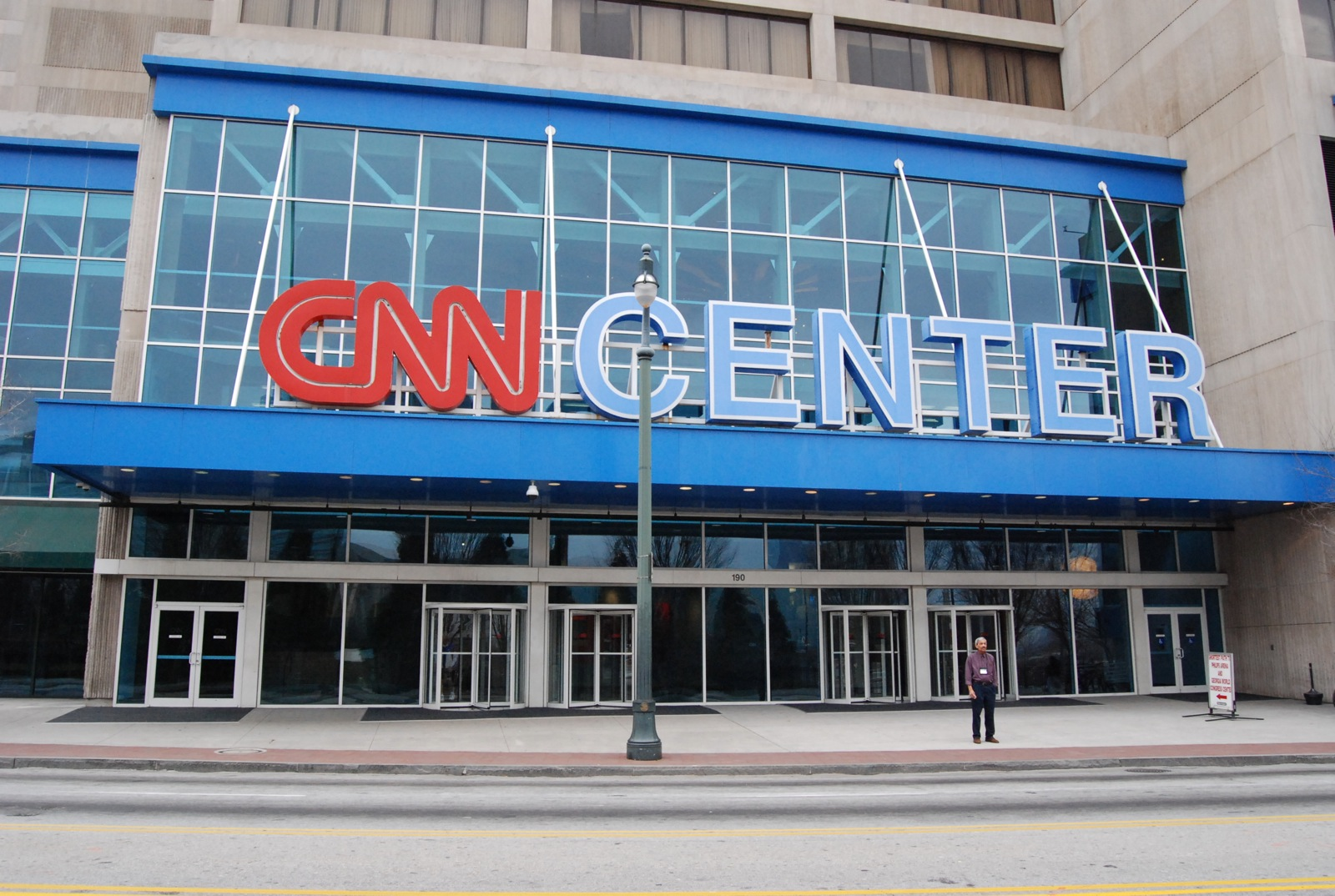
CNN Centrum v Atlantě, USA

Cable News Network (zkratka CNN) je americká kabelová televizní společnost založená v roce 1980 Tedem Turnerem a Reesem Schonfeldem. V době svého založení byla CNN prvním kanálem poskytujícím zpravodajství 24 hodin denně a první čistě zpravodajskou stanicí v USA. I přes velké množství poboček vysílá CNN primárně z hlavního ústředí v Atlantě, z Time Warner Center v New Yorku a ze studií ve Washingtonu, D.C. a Los Angeles. CNN je divize společnosti Warner Bros. Discovery. Stanice oslavila 30. výročí vysílání 1. června 2010.
CNN bývá někdy uváděna jako CNN/U.S. kvůli odlišení amerického kanálu od jeho mezinárodního protějšku, CNN International. V srpnu 2010 byla CNN dostupná ve více než 100 milionech amerických domácností. Globálně CNN vysílá kanál CNN International, který je dostupný ve více než 212 zemích a teritoriích.
CNN v USA soupeří ve sledovanosti se stanicemi Fox News a MSNBC. Ve svých politických názorech má blízko k levicovým liberálům a Demokratické straně.

## CNN International
Vedle hlavní stanice CNN zaměřené na publikum v USA existuje mezinárodní zpravodajský program CNN International. Tato stanice je dostupná takřka po celém světě prostřednictvím kabelového a nekódovaného satelitního vysílání pro téměř miliardu lidí ve 200 zemích. V závislosti na regionu a denní době se o program starají centra se sídly v Londýně, Atlantě, Hongkongu a Miláně. Některé pořady jsou vysílané v několika evropských jazycích: italštině, němčině, francouzštině a španělštině.
Televize úzce spolupracuje s britskou BBC, italskou RAI, francouzskou France 24 a evropskou Euronews.